# Вальтер Рауфф
Герман Юліус Вальтер Рауфф (нім. Hermann Julius Walter Rauff; 19 червня 1906, Кетен, Німецька імперія — 14 травня 1984, Сантьяго, Чилі) — німецький офіцер, корветтен-капітан крігсмаріне (квітень 1941), штандартенфюрер СС (червень 1944), службовець СД і РСХА. Під час бойових дій в Північній Африці відповідав за переслідування євреїв. Після закінчення війни переховувався в Чилі.

## Біографія
Народився в Кетені в родині банківського службовця. Закінчив школу в Магдебурзі в 1924 році і вступив в рейхсмаріне. На флоті Рауфф познайомився з Ренгардом Гейдріхом, який служив офіцером. До 1935 року працював в Інспекції по торпедам і мінної флотилії, потім у званні капітан-лейтенанта командував мінним тральщиком M-146 у флотилії в Пілау. У 1937 році офіцерським судом честі виключений з флоту.
Вступив в НСДАП (членський квиток № 5 216 415) і в СС (№ 290 947), де його покровителем став Гейдріх, в 1938 році в ранзі гауптштурмфюрера. У 1940 році повернувся на флот, де командував флотилією мінних тральщиків. У квітні 1941 року звільнився з флоту. Рауфф очолив відділ в РСХА, де брав участь в розробці нових моделей газвагенів.
Після поразки Африканського корпусу Роммеля при Тобруці Рауфф очолив спеціальний підрозділ СС, в завдання якого входило масове знищення євреїв в Північній Африці. Однак військові невдачі призвели до того, що великі території переходили під контроль союзників. У травні 1943 року Рауфф був посланий в Мілан, де був поставлений на чолі відділення поліції безпеки.
В кінці війни Рауфф здався в полон американським військам і був поміщений в табір для інтернованих осіб в Ріміні, звідки втік у грудні 1946 року. В кінці 1940-х років служив в секретній службі Сирії, але після падіння його покровителя президента Хосні аз-Позики втік до Еквадору. У 1958 році Рауфф влаштувався в Чилі, де керував консервним заводом в Пунта-Аренас. У 1962 році був заарештований за запитом Німеччини, але верховний суд Чилі, який розглядав запит про екстрадицію, відмовив у видачі. Надалі, як в правління Альєнде, так і в правління Піночета, кілька запитів про видачу Рауффа були відхилені з посиланням на рішення верховного суду. У 1983 році знаменита мисливиця за нацистами Беата Кларсфельд, яка приїхала в Чилі, щоб домогтися екстрадиції Рауффа, була заарештована. Після цього з критикою чилійського уряду виступили британський прем'єр-міністр Маргарет Тетчер і Державний департамент США, проте Рауфф так і не був екстрадований. 
У 1981 році Рауфф дав інтерв'ю для документального фільму Вільяма Бемістера «Мисливці та жертви», присвяченого мисливцям за нацистами. 14 травня 1984 року Рауфф помер від раку в шпиталі Лас Кондес в Сантьяго.

## Нагороди
- Німецька імперська відзнака за фізичну підготовку в бронзі
- Залізний хрест 2-го і 1-го класу
- Хрест Воєнних заслуг 2-го і 1-го класу з мечами
- Німецький хрест
  - в сріблі (20 травня 1943)
  - в золоті (7 лютого 1945)